# Verjovkinova jeskyně
Verjovkinova jeskyně (rusky Пещера Верёвкина; gruzínsky  ვერიოვკინის მღვიმე), pojmenovaná na památku speleologa Alexandra Verjovkina, který zahynul v r. 1983 na severu Velkého Kavkazu v jeskyni Su-Akan) byla do roku 2024 uváděna jako nejhlubší jeskyně na světě s hloubkou 2212 m při délce 12700 m. V srpnu 2024 členové expedice z krymské univerzity provedli nová měření v nedaleké Kruberově jeskyni (též Voronija) a stanovili její hloubku 2224 m, což znamená, že Voronija je o 25 metrů hlubší, než Verjovkinova jeskyně a světové prvenství tudíž náleží jí.
Verjovkinovy  jeskyně se nachází v masívu Arabika (Arbaika) v Západním Kavkazu v regionu Abcházie,  její zatopené dno leží cca 300 metrů pod úrovní hladiny Černého moře. 

## Název

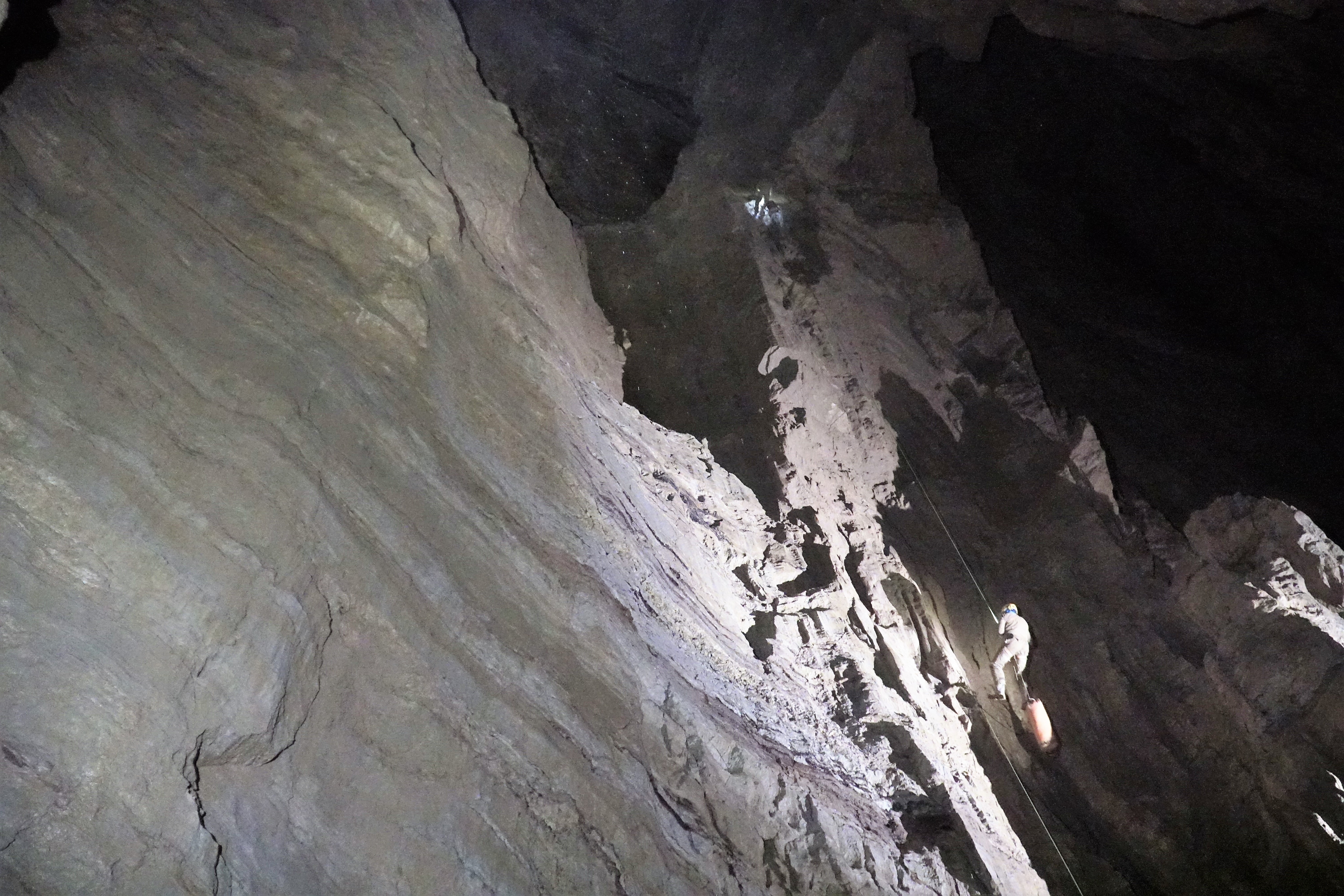
Slaňování 155 m hlubiké propasti Babatunda

Původní označení jeskyně bylo S-115, poté P1-7, až byla v roce 1986 pojmenována po ruském speleologovi Alexandru Verjovkinovi.